# Descapotable
Un descapotable (también llamado convertible o cabriolet) es un tipo de carrocería de un automóvil de turismo sin techo o que puede quitarse, o bien, plegarse y guardarse en la cajuela. Este techo, denominado «capota», puede ser de vinilo, tela, plástico o de metal; se suele denominar popularmente cabrio y en ocasiones se denomina erróneamente cupé debido a la mercadotecnia que llevaron a cabo los fabricantes de automóviles cuando comenzaron a juntar las denominaciones coupé-cabriolet para referirse a los descapotables conformados con techo metálico. Prácticamente todos los descapotables tienen dos puertas laterales, debido a que aperturas más grandes causarían problemas estructurales en el chasis.

## Historia

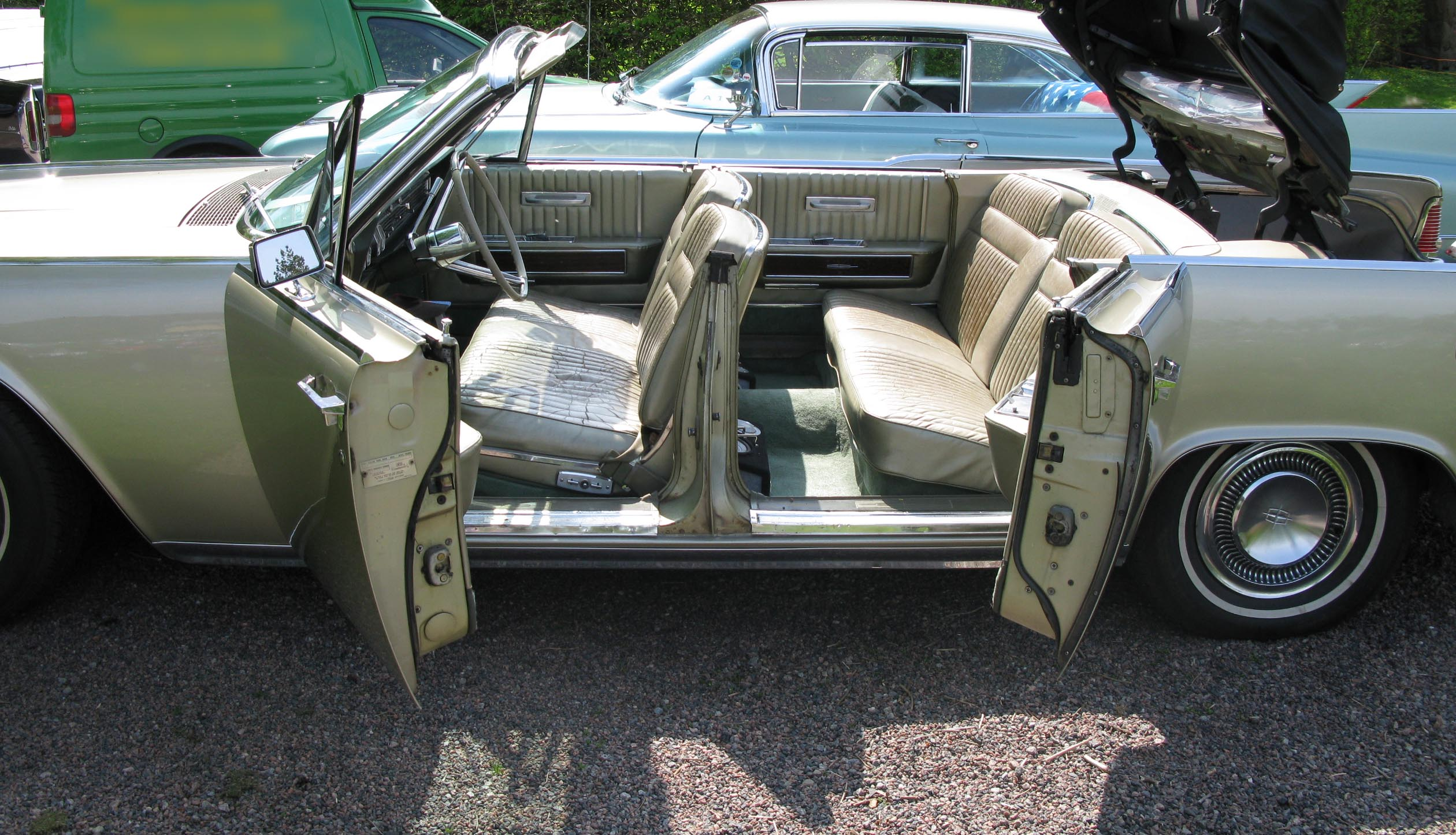
Lincoln Continental descapotable con cuatro puertas de suicidio.

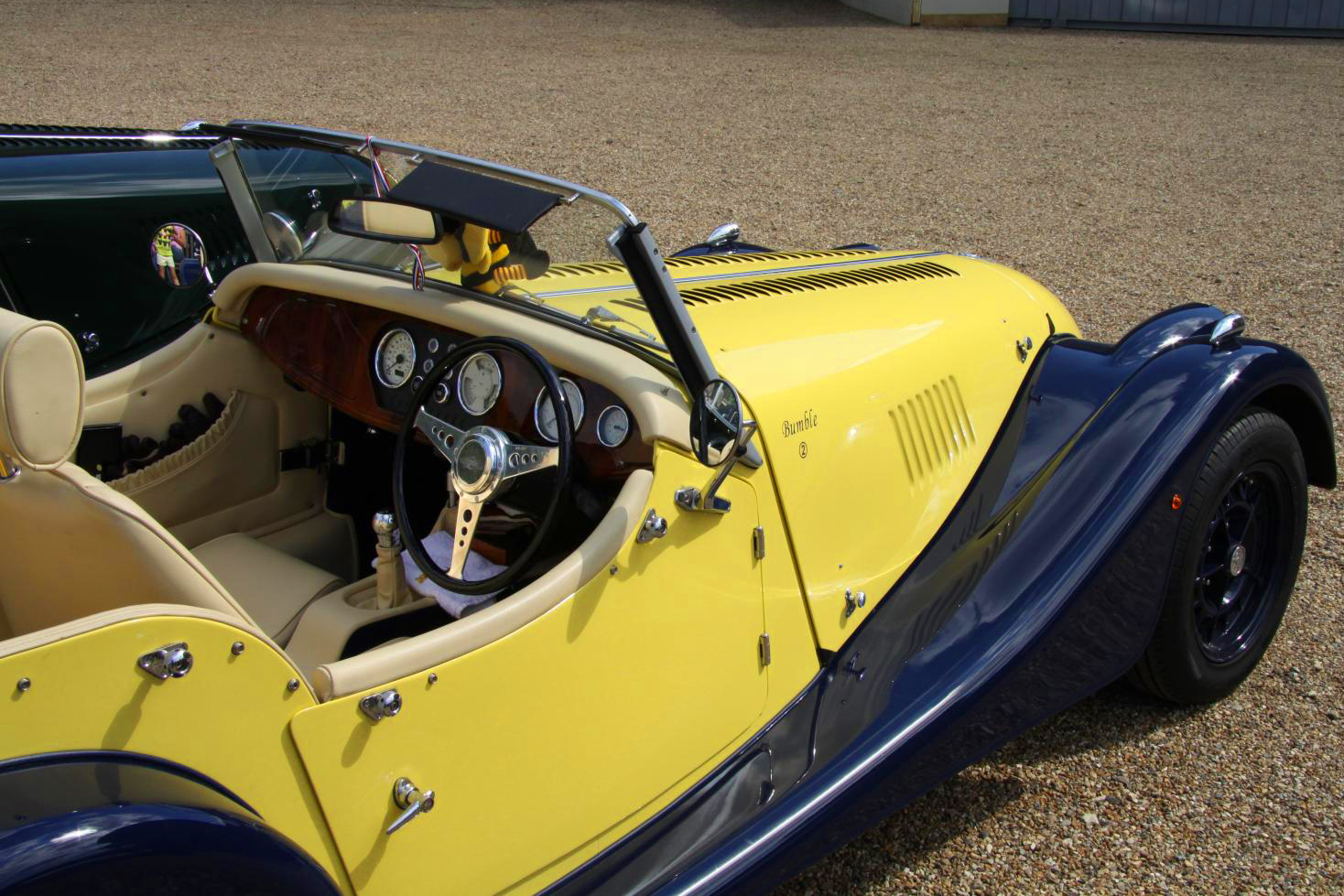
Morgan roadster.

A principios del siglo XX el convertible fue el diseño por omisión. No fue sino hasta 1910 cuando Cadillac introdujo el primer automóvil de diseño cerrado. Una combinación de motores débiles y la percepción de que un automóvil así diseñado se asemejaba a un vagón, derivó en que no se tuviera mucha demanda por los automóviles de techo metálico en ese tiempo. Hasta mediados de los años 1920, fueron los descapotables los vehículos más vendidos, ya que su construcción, por entonces más sencilla que las sedanes de carrocería cerrada, permitían una mayor facilidad técnica en su construcción y un precio más ajustado a los bolsillos de la época. Más tarde, los convertibles se fabricaron con menos frecuencia, posiblemente debido a una combinación de factores, entre ellos, una exigencia del gobierno federal de los Estados Unidos, a mediados de los años 1970, para incrementar la jaula de seguridad en caso de vuelcos, lo que hizo dudar a los fabricantes acerca de su venta ante tales restricciones. En esa década el modelo ya casi había desaparecido y, en 1976, el Cadillac Eldorado fue publicitado como «el último convertible de Estados Unidos». Durante este período de baja producción de convertibles, el modelo T-top se convirtió en una popular alternativa a los descapotables, especialmente en los llamados muscle car. En otras partes del mundo, de Europa en particular, la producción de convertibles ha sido continua, con varios modelos destacados.
No fue sino hasta la década de 1980 cuando regresaron los convertibles al mercado estadounidense, alcanzando su reconsolidación en el gusto de la gente con el Mazda MX-5 en la década de 1990. Todavía en 2007, la mayor parte de los fabricantes de automóviles ofrecen modelos convertibles.[cita requerida]

## Roadster

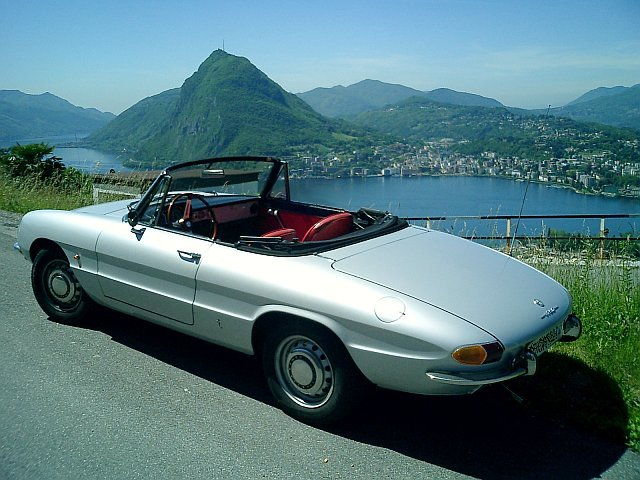
Alfa Romeo Spider 1750.

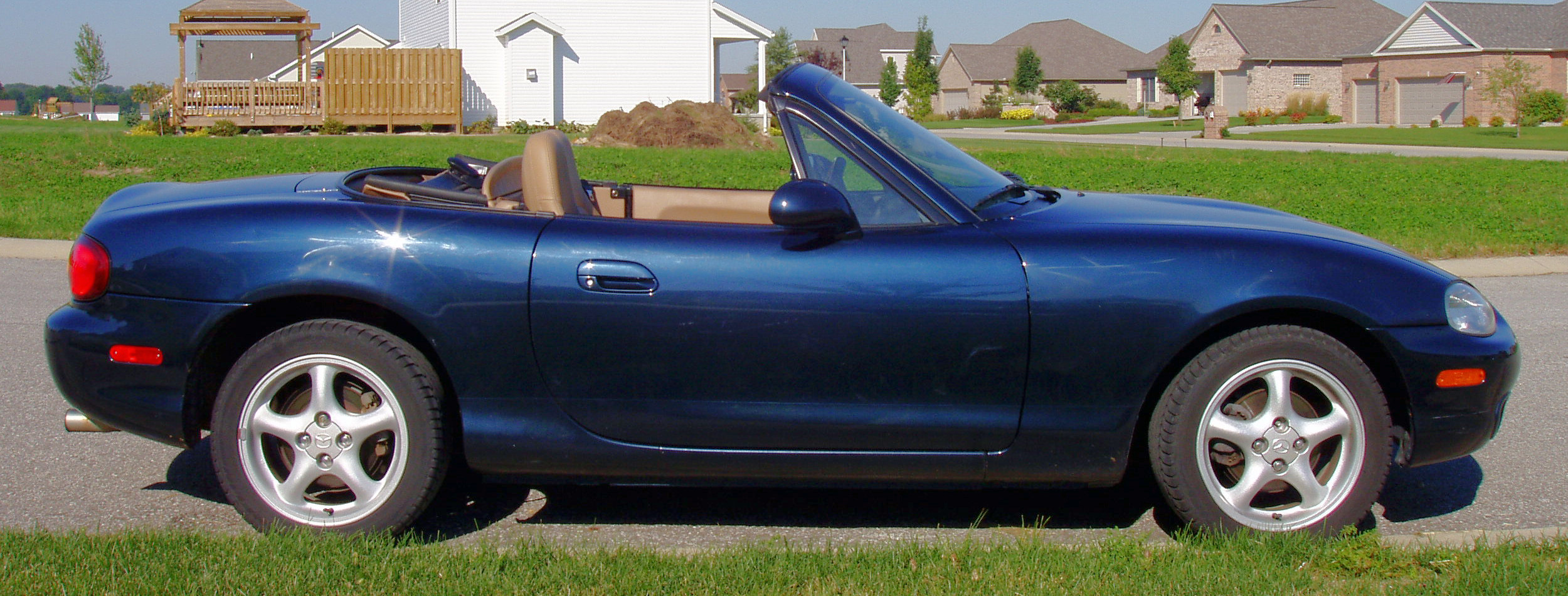
Mazda MX-5 Miata de 1999.

Un automóvil deportivo biplaza con carrocería descapotable se suele denominar roadster. Son generalmente muy ligeros y de tracción trasera. El término proviene del inglés y se utilizaba para describir a los antiguos deportivos descapotables, que disponían de dos plazas y un banco plegable para otras dos personas alojado en la cajuela. En algunos modelos antiguos no existía capota alguna, sino que el automóvil siempre queda a aire libre y no había ventanillas laterales. El Jaguar XK tiene las características del típico roadster inglés.
Con la crisis del petróleo de los 1970, los deportivos disminuyeron sus ventas y los roadsters desaparecieron. En 1989, la marca japonesa Mazda reinventó el roadster con el MX-5 Miata.
Los fabricantes italianos tales como Alfa Romeo, Fiat y Ferrari designan este tipo de carrocería como Spider o Spyder. Los alemanes suelen llamarlos Speedster y un coche clásico alemán que usa esta terminología lingüística vendría a ser el Porsche 356 Speedster. Los términos Spider y Speedster son muy comunes en ciertas regiones.
Cabe señalar que existe una versión del origen de la nomenclatura «spider» que se remonta a un tipo de pequeño carruaje de caballos llamado Sulky del siglo XIX popular en los Estados Unidos, muy ligero, de una sola banqueta, dotado de unas ballestas grandes y muy flexibles que aportaban una confortable comodidad a los viajeros.[cita requerida] Las enormes ruedas que tenía le conferían un aspecto extraño. Una dama lo bautizó enseguida: parece un «spider» («araña» en inglés).

## Techo targa (Targa Top)

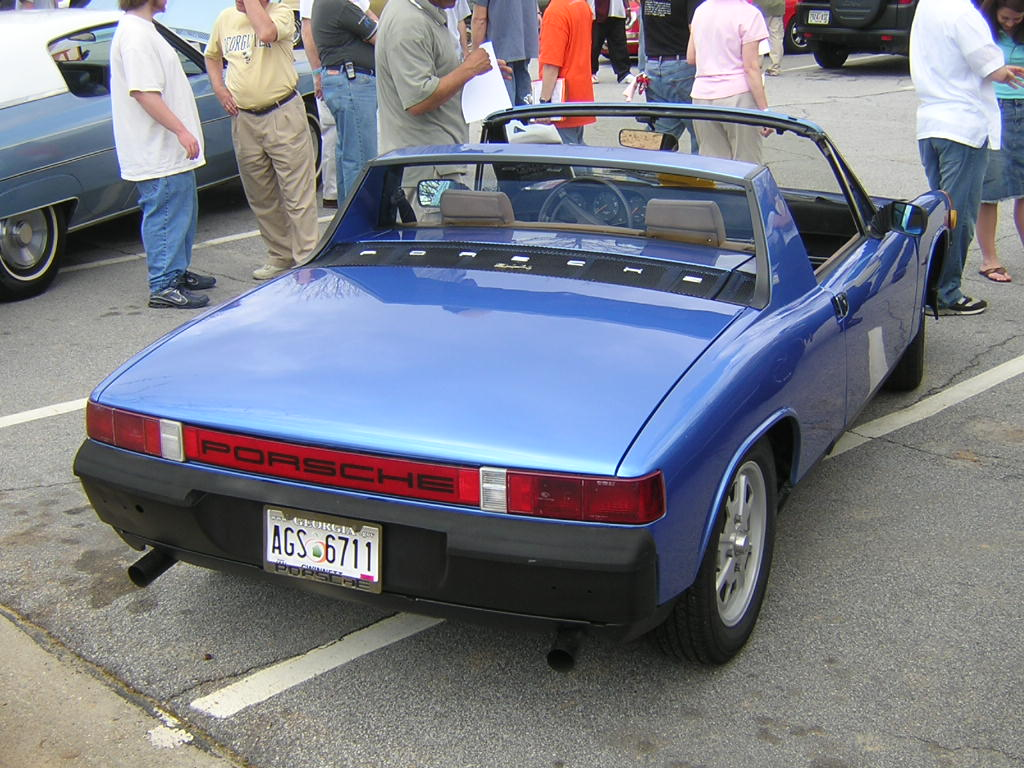
Porsche 914 tipo «targa».

El Targa Top, también conocido como el Surrey Top, es un tipo de carrocería semidescapotable de automóvil. Se trata de una carrocería abierta que dispone de una barra de protección en accidentes (a menudo muy ancha), una ventana trasera fija o desmontable y una sección del techo entre el parabrisas y la barra de protección que puede desmontarse con facilidad.
La nomenclatura "targa" se popularizó con la introducción del Porsche 911 targa de 1965, aunque el primer coche de producción de este tipo fue lanzado realmente cinco años antes y fue el Triumph TR4 en 1961, que lo ofrecía como opción y comúnmente conocido como un "Surrey Top". También fue utilizado en los Saab Catherina de 1964. El nombre targa fue adoptado por Porsche en honor a la carrera de Targa Florio, en la que había ganado en cinco ocasiones.[cita requerida]

## Semidescapotable

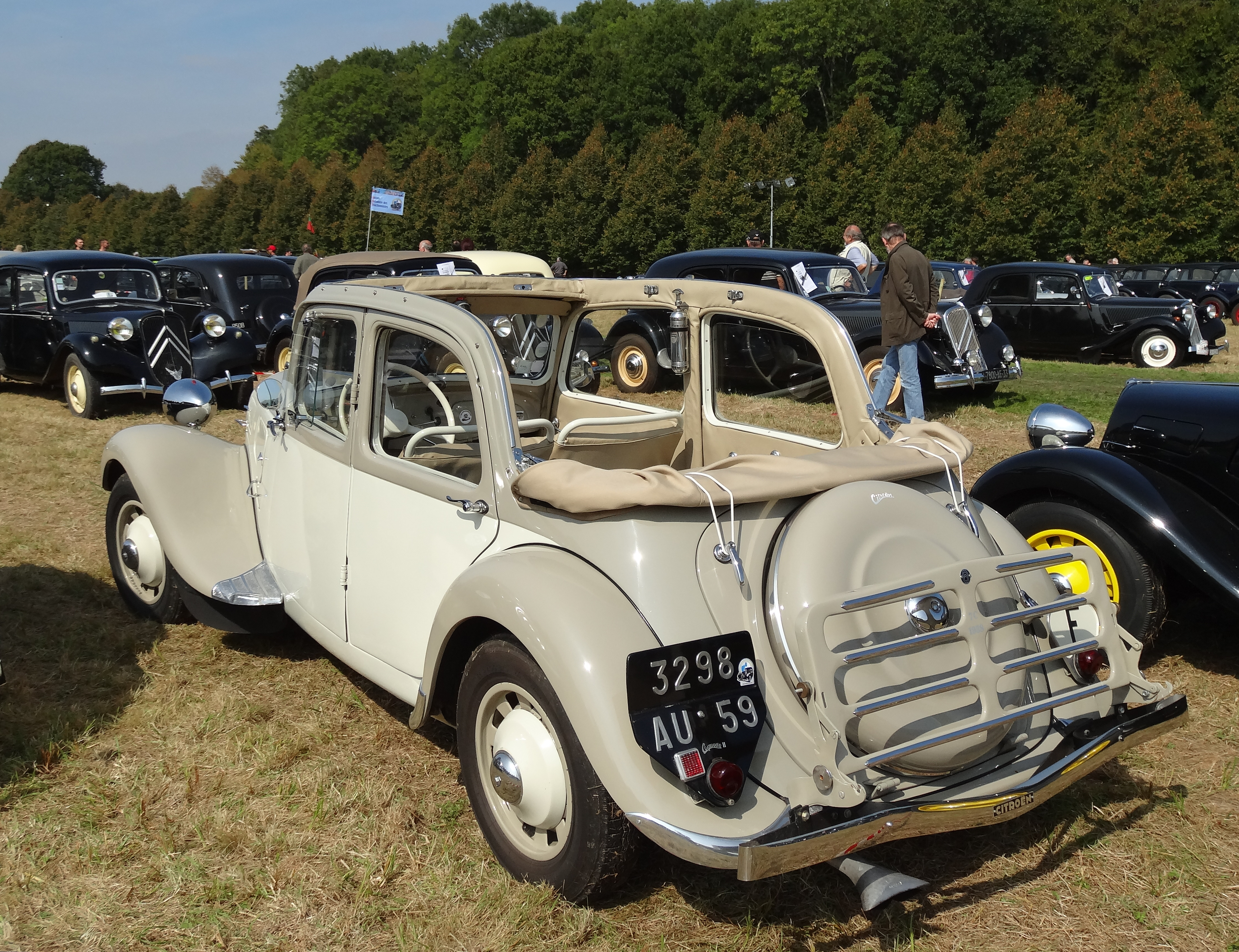
Citroën Traction Avant découvrante (semidescapotable)

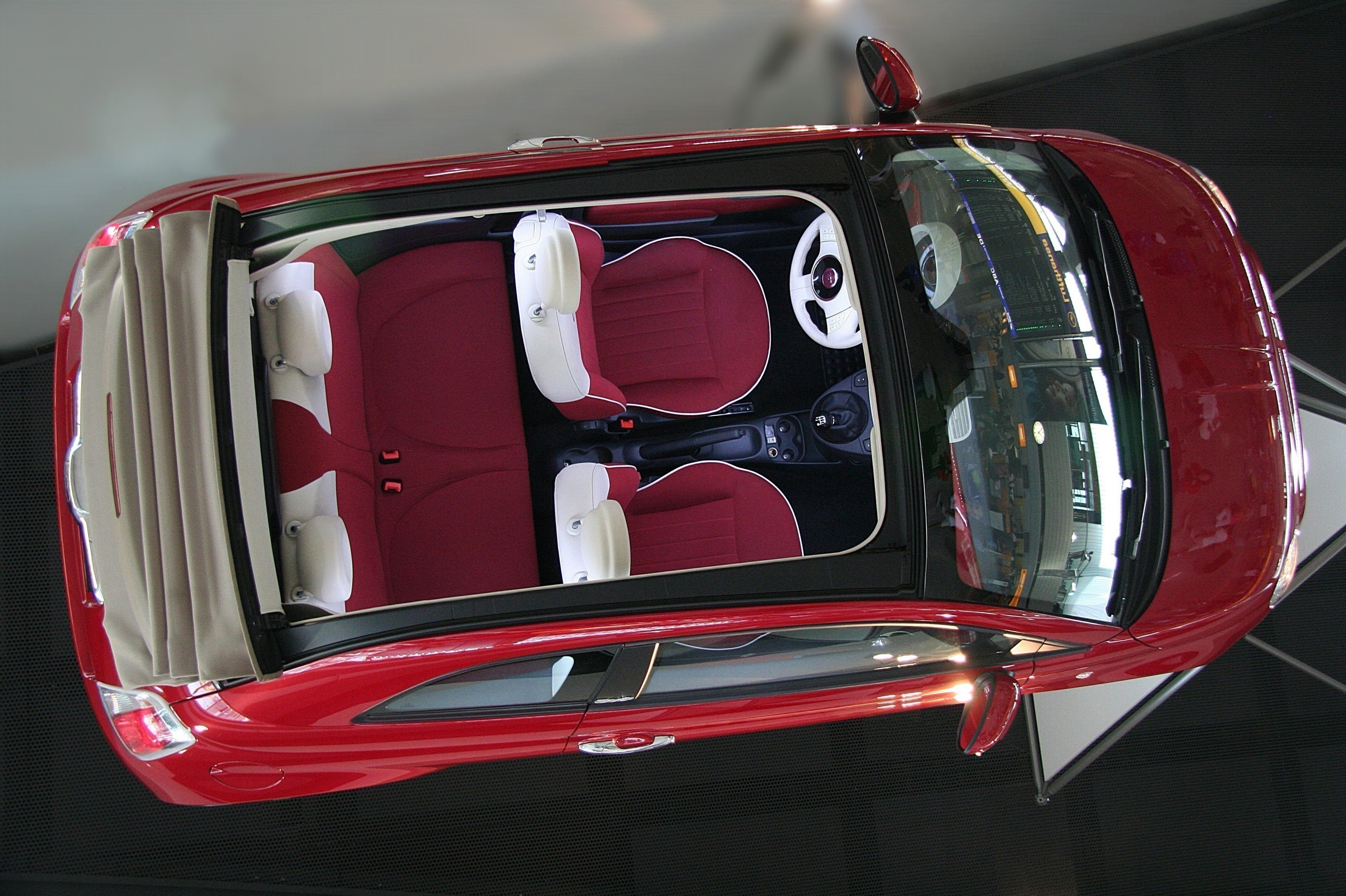
Fiat 500C Cabrio de 2009

Un auto semidescapotable (también llamado semiconvertible, semicabriolé o cabrio coach) es un tipo de automóvil parecido a un sedán con el techo de lona plegable, que cuando el techo de lona rueda hacia atrás, el auto se vuelve similar a un descapotable, pero a diferencia de este último, mantiene los apoyos laterales de metal fijo para soportar las ventanas. Previamente, los techos plegables eran empujados atrás o tirados adelante a mano. Este proceso tomó solo unos segundos. Hoy en día los techos plegables son predominantemente operados eléctricamente.
Alrededor del mundo ellos son llamados cabrio-limousine en alemán, découvrable en francés, décapotable-trasformabile en italiano, cabrio coach en inglés británico y semiconvertible en inglés norteamericano, tanto en Estados Unidos como en Canadá; antiguamente, open air, open top y rag top.
Este tipo de techo fue popular en Alemania en la década de 1930 y con frecuencia se le llamaba “Webasto”, una empresa alemana que ha sido el principal proveedor para las fábricas de autos, y el mercado de accesorios de techos de automóviles de tela desde entonces, ya que tenía la ventaja de que se podía adaptar fácilmente a un automóvil existente; y que era una opción de fábrica, aunque aparece como un modelo separado para el Volkswagen Tipo 1 hasta 1963; y como opción en los concesionarios cuando se trataba de instalaciones locales.[cita requerida]
Este techo se ha utilizado en muchos autos antiguos, como el Mercedes-Benz Ponton, Saab 92, Citroën 2CV, Fiat 500, GAZ M-20 Pobeda, Citroën 2CV, Renault 4CV y entre los americanos el Nash Rambler Convertible Landau y actualmente coches modernos cuentan con este estilo de techo, por ejemplo el BMW 318ti, Volkswagen Polo y Fiat 500C.[cita requerida]